# Sean Combs
Sean John Combs, även känd under artistnamnen Puff Daddy, P. Diddy och Diddy, född 4 november 1969 i stadsdelen Harlem i New York, är en amerikansk rappare, musikproducent, skådespelare och skivbolagsdirektör. Han har grundat skivbolaget Bad Boy Entertainment och klädmärket Sean John. Combs ligger också bakom TV-serien Making the Band i MTV, som bland annat skapade gruppen Danity Kane.

## Artistnamn
Combs har bytt sitt artistnamn ett flertal gånger. Som producent kallade han sig Sean "Puffy" Combs men då han inledde sin karriär som rappare började han kalla sig Puff Daddy. Sedermera bytte han artistnamn till P. Diddy, och under 2005 tog han bort P:et och började kalla sig enbart Diddy, eftersom "P:et kom emellan honom och hans fans". [källa behövs]

## Biografi
Combs växte upp i Mount Vernon i delstaten New York.
Christopher Wallace, mer känd under artistnamnet The Notorious B.I.G., var en nära vän till Combs. Combs hedrade sin vän med låten I'll Be Missing You, som även Notorious änka Faith Evans medverkade i.
Combs var i ett förhållande med Cassie Ventura från 2007 till 2018. I slutet av 2023 lämnade Ventura en stämningsansökan på flera miljoner dollar mot Combs för sexuella övergrepp, vilken avgjordes utanför domstol.
Följande månader har det rasat in ett antal stämningsansökningar, där flera målsägande hävdar att Combs utsatt dem för sexuella övergrepp och misshandel. En anonym målsägande hävdar att Combs tillsammans med rapparen Jay Z utsatte henne för sexuella övergrepp när hon var 13 år. Combs nekar till anklagelserna.

## Diskografi

### Studioalbum
- 1997 – No Way Out
- 1999 – Forever
- 2001 – The Saga Continues...
- 2002 – We Invented the Remix
- 2006 – Press Play
- 2010 – Last Train to Paris med låten Angels
- 2023 – The Love Album: Off The Grid

Albumet släpptes den 15:e september. Diddy annonserade releasen på MTV awards i, samband med att han tog emot priset Global Icon Award vilket han tog emot efter att uppträtt på scen med många av de hits han haft under karriären. 